# Maghraoua, Médéa

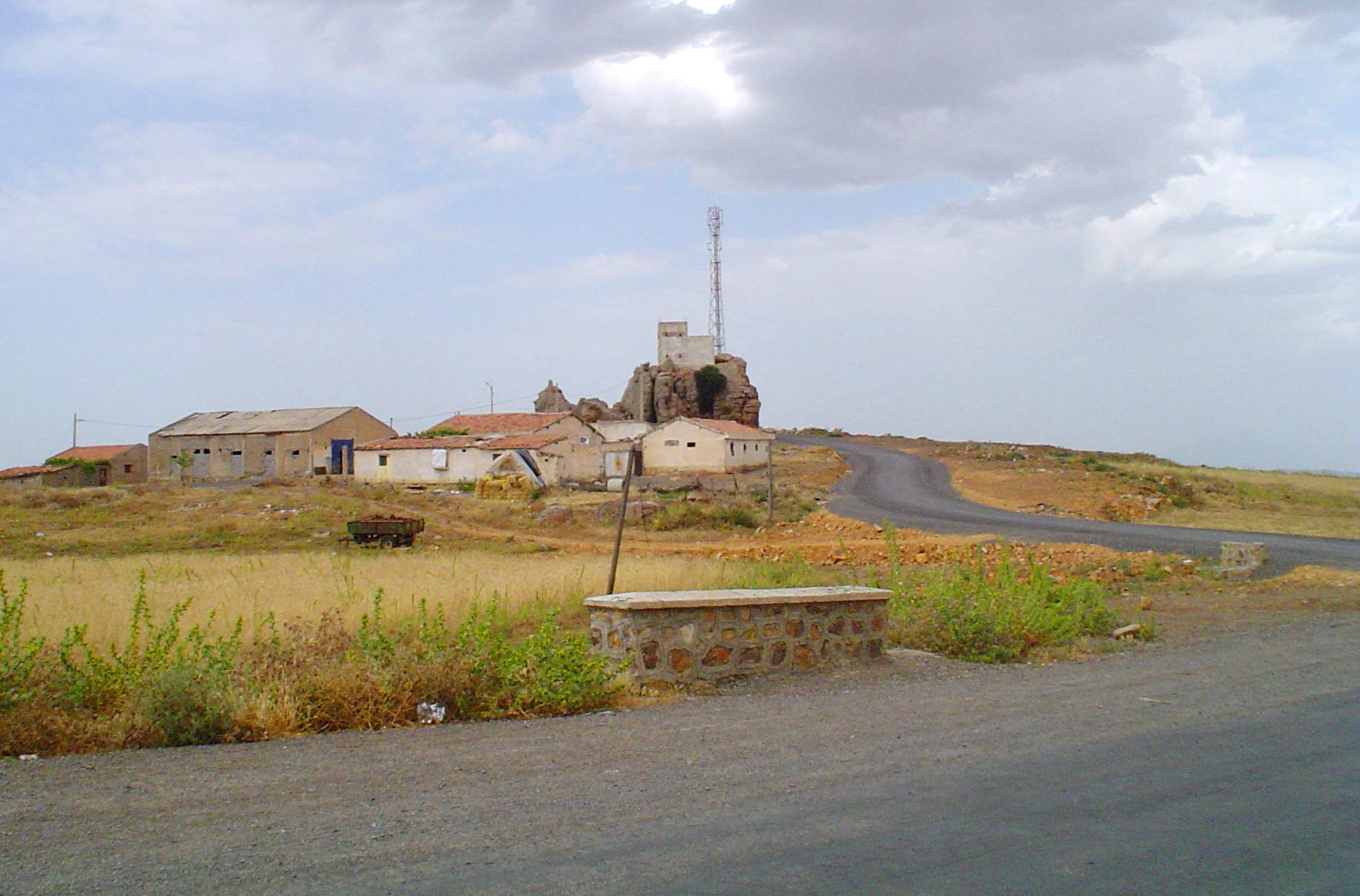

Localización del municipio en el vialato de Médéa

Maghraoua (en árabe: مغراوة‎) es una  comuna de Argelia en la provincia de Médéa.